# Serranía del Baudó
Pour les articles homonymes, voir Baudo.
La serranía del Baudó est une chaîne de montagnes de la région pacifique de la Colombie séparée de la cordillère Occidentale par la vallée du río Atrato, dans laquelle se trouvent les municipalités de Bojayá, Medio Atrato, Murindó, Vigía del Fuerte et Quibdó.

## Géographie
La serranía del Baudó s'étend du sud, où elle est bordée par le río Baudó, jusqu'au nord et légèrement à l'ouest, se terminant au niveau de la baie de San Miguel, au Panamá, où elle prend le nom de Serranía del Sapo.
Son point culminant est l'Alto del Buey (es), où naît le río Baudó. Elle forme avec la serranía del Darién un ensemble connu sous le nom de cordillère del Chocó.

## Géologie
Géologiquement, la serranía del Baudó est une extension de l'isthme de Panamá. Elle fut créée durant le Crétacé supérieur et le Paléocène lorsque la plaque de Nazca fut poussée vers l'ouest par la plaque sud-américaine. La région est tectoniquement active et se déplace vers l'est à raison de 3,7 centimètres par an.